# Abel Verônico
Abel, właśc. Abel Verônico da Silva Filho (ur. 21 października 1941 w Rio de Janeiro) – brazylijski piłkarz występujący na pozycji ofensywnego pomocnika.

## Kariera klubowa
Karierę piłkarską Abel rozpoczął w Américe Rio de Janeiro w 1957. W latach 1965–1971 występował w Santos FC. Z Santosem czterokrotnie zdobył mistrzostwo stanu São Paulo – Campeonato Paulista w 1965, 1967, 1968, 1969 oraz Taça Brasil w 1965. W 1971 występował w Coritibie i Londrinie. W latach 1972–1976 występował w Meksyku w klubie Atlas Guadalajara, w którym zakończył karierę.

## Kariera reprezentacyjna
W reprezentacji Brazylii Abel jedyny raz wystąpił 22 listopada 1965 w wygranym 5-3 towarzyskim meczu z reprezentacją Węgier. W 31 min. meczu zdobył trzecią bramkę dla Brazylii.